# Анунд из Гардарики
Анунд из Гардарики (швед. Anund Gårdske) — претендент на престол Швеции, вызванный из Гардарики или древней Руси — первый и единственный в своём роде.

## Биография
После смещения Хальстена с поста короля, свеям хотелось найти короля, который был бы кровно связан со старыми королями Свеаланда, но таких потомков в самой земле свеев было трудно найти. Тогда магнаты перенесли свои поиски претендента на территорию древней Руси или Гардарики («страны городов»), как её называли викинги. Там с 800-х годов процветала династия Рюриковичей, основанная Рюриком, которого свеи считали своим соплеменником по имени Rörik (Hrörekr) (и которого современные шведы также считают своим). Из этой династии был найден претендент по имени Анунд, который желал занять пост правителя свеев. Он отправился в Свеаланд, на землю своих предков, по-видимому не видя препятствий в том, что он христианин.
Согласно работам Адама Бременского, некий Анунд (без приставки «из Гардарики») правил свеями в 1070 году, но правил он, скорее всего, недолгое время. На престоле свеев он столкнулся с той же проблемой, что и остальные короли-христиане: когда он отказался выполнять долг короля и участвовать в языческих жертвоприношениях у храма в Старой Уппсале, он был отвергнут. Затем Анунд, скорее всего, вернулся домой в русские земли.